# La Petite Fille de la rue Mango
La Petite Fille de la rue Mango (The House on Mango Street) est un roman traduit de l'américain par Annie Saumont en 1996, et écrit par l'auteure d'origine mexicano-américaine Sandra Cisneros dans sa version originale en 1984. Il se compose de 46 et courts chapitres dans lesquels, à travers la jeune héroïne répondant au nom d'Esperanza Cordero, l'auteure nous raconte son histoire qui tourne autour de cette rue Mango, située dans le ghetto portoricain de Chicago.
Ce livre, qui est le premier roman de l'auteure, est considéré comme un classique moderne de la littérature chicana. Vendu à plus de 6 millions d'exemplaires et traduit dans une vingtaine de langues, il est enseigné dans les écoles et les universités américaines. Il s'agit d'un best-seller pour le New York Times, qui sera par la suite adapté par Tanya Saracho dans une pièce de théâtre.

## Résumé
D'origine latino-américaine, Esperanza est, comme le laisse l'imaginer l'auteure, une jeune enfant, et pourtant elle rêve d'échapper à cette misérable vie dans le but de revenir et ainsi sauver ses proches. Après avoir déménagé de nombreuses fois, la famille d'Esperanza s'installe enfin dans une maison de couleur rouge, rue Mango. Le jardin derrière la maison est étroit, les briques rouges de celle-ci s'effritent. Alors Esperanza sort le plus souvent à l'extérieur pour jouer avec ses amies Lucy et Rachel Guerrero, deux texanes vivant de l'autre côté de la rue, ainsi que sa petite sœur Nenny.
Très vite, Esperanza se lie d'amitié avec une certaine Sally, une fille de son âge qui porte des bas de nylon noirs, du maquillage, des talons hauts et des jupes courtes : elle passe alors de l'enfance à l'adolescence, et commence à fréquenter les garçons. Malheureusement, les mauvaises et traumatisantes expériences qu'elle aura avec les hommes, et ses observations sur la condition des femmes de son quartier la pousseront à quitter ce quartier. Elle se fait alors la promesse de revenir pour aider les personnes qu'elle a laissées.

## Sous-genre
« It’s like a collection of little stories. You could read one or you could read the whole thing. You don’t have to read the whole thing, but if you do it’s like a necklace of stories. »

— Sandra Cisneros
Le sous-genre de ce roman correspond à ce que l'on nomme en anglais des « vignettes » (en), autrement dit de courtes scènes se concentrant sur un moment, un fait, ou bien un personnage en particulier. Il s’agit donc généralement de courts passages descriptifs, mais assez pour que le lecteur puisse se faire une idée de l'environnement ou du personnage décrit.
Ici, Sandra Cisneros alterne entre des chapitres centrés sur un personnage en particulier (Cathy reine des chats, Chez Gil, occasion, achat et vente, Meme Ortiz, etc.), des chapitres centrés sur la jeune narratrice (Mon nom, Née mauvaise), ou encore sur des sujets bien précis (Cheveux, Garçons et filles, Hanches, etc.). Ces petits bouts de narration, additionnés, sont comme des morceaux formant un puzzle. Ils peuvent être lus indépendamment du reste, même si un fil chronologique est tissé tout au long du roman.

## Thèmes
Bien que les chapitres de ce roman soit très courts, plusieurs thèmes peuvent être soulevés.

### L'adolescence
Le thème de l'adolescence est dominant tout au long du livre. Ce roman est narré par Esperanza elle-même, qui passe alors de l'enfance à l'âge adulte. Pendant cette période d'entre-deux, et comme la majorité des adolescentes, Esperanza et ses amies observent souvent des femmes plus âgées avec un mélange d'émerveillement et de peur pour leur avenir.
Lorsqu'elles reçoivent des chaussures à talons hauts, elles expérimentent et adoptent la démarche d'une femme. Lorsqu'il y a des hommes à séduire, elles font tout pour attirer leur attention, car l'attention du sexe opposé est représentative de leur estime de soi. Mais Esperanza est différente de ses amies, elle veut se libérer et vivre sa vie selon ses propres règles.

### Le préjugé racial
Les récits de racisme se retrouvent plusieurs fois dans le livre. Dans le chapitre intitulé Ceux qui, Esperanza explique comment d’autres ethnies, en l’occurrence très probablement des Blancs, arrivent accidentellement dans le quartier d’Esperanza et sont terrorisées par la vue de personnes à la peau brune qu’ils considèrent dangereuses.
Dans le chapitre Les clowns rouges, non seulement Esperanza est agressée par un homme, mais en plus on l'appelle "l'Espagnole". La sexualité lâche et sauvage est un stéréotype hispanique.

### Le féminisme
Esperanza lutte contre les rôles traditionnels des hommes et des femmes au sein de sa propre culture et contre les limitations qu’ils imposent aux femmes. Jean Wyatt, spécialiste de la littérature féminine, écrit dans son essai On Not Being La Malinche :

« Les mythes sociaux mexicains du genre se cristallisent avec force dans trois icônes: Guadalupe, la mère vierge qui ne nous a pas abandonnés, la Chingada (Malinche), le mère que nous avons abandonnée et La Llorona, la mère qui cherche ses enfants perdus. »

Selon les témoignages d'écrivains féministes de Chicana, ces trois mères hantent l'identité sexuelle et maternelle des femmes mexicaines et chicana contemporaines.
Chaque personnage féminin du roman est piégé par un partenaire violent, par la maternité si elles sont adolescentes, ou encore par la pauvreté. Sandra Cisneros utilise son personnage d'Esperanza comme une voix féminine forte qui trouve un moyen de sortir de l'oppression patriarcale, puis examine et analyse son évasion. La leçon que l'auteure souhaite transmettre est qu’il existe toujours une issue pour les femmes qui sont prises au piège d’une manière ou d’une autre.

### Les violences envers les femmes
De pair avec le thème du féminisme, celui de la violence envers les femmes se retrouve également plusieurs fois dans La Petite Fille de la rue Mango. L'histoire de Sally, une amie d’Esperanza, peut être un archétype de la femme malheureuse : alors qu'elle tente d'échapper au contrôle strict de son père en fuyant le cocon familial, elle part avec son amant pour devenir une femme au foyer battue et maltraitée. Le cycle de maltraitance continue avec le mari de Sally qui remplace donc son père.
Outre ces épisodes de maltraitance domestique, il faut aussi évoquer les scènes de violences sexuelles qui seront infligées à Esperanza à plusieurs reprises : d'abord quand elle est agressée par un vieil homme au travail (chapitre Mon premier job), et plus tard dans le roman, lorsqu'elle est violée lors d'une fête foraine par un autre homme (chapitre Les clowns rouges).

## Éléments autobiographiques
La jeunesse de Sandra Cisneros était un sujet sur lequel elle se tournerait plus tard en tant qu'écrivain dans des livres comme celui-ci. Elle était la seule fille parmi les sept enfants de sa famille. La famille mais surtout le père de Sandra Cisneros n’ont tout d'abord pas soutenu son souhait d'être écrivaine. Son père n'a jamais voulu qu'elle soit auteure. Lorsqu'elle a grandi, les seules Latinas célèbres étaient celles de la télévision. Dans les années soixante-dix, elles étaient vues le plus souvent à la télévision en tant que filles de la météo.
Malgré l'absence du soutien paternel, Cisneros a continué à écrire et a profité de sa vie pour inspirer ses premières œuvres. La Petite Fille de la rue Mango contient des informations inspirées par sa vie. L’histoire traite également du sujet de la migration et des luttes de sa vie au cours de celle-ci, qui comprenaient la pauvreté et la misogynie. Cisneros a commencé à écrire sur le personnage principal, Esperanza, alors qu'elle venait de terminer ses études supérieures. Elle a créé Esperanza à partir de ses sentiments personnels qu'elle a eus lors de son écriture. Elle venait d'obtenir son diplôme à l'université d'Iowa et s'était sentie marginalisée en tant que personne de couleur, femme au statut socio-économique inférieur. La Petite Fille de la rue Mango est devenu pour elle un moyen de consolider ses identités par la réflexion écrite. Esperanza est l'un des quatre enfants, avec une sœur et deux frères plus jeunes. En réalité, Cisneros était l’enfant du milieu et fille unique avec six frères, deux aînés et quatre plus jeunes. Tout en écrivant, Cisneros explique que, comme elle était nouvelle dans la fiction, elle avait d'abord misé sur la simplicité, ce qui a eu pour résultat que la famille d'Esperanza était plus petite que celle de sa famille actuelle. Elle pensait qu'il serait plus facile d'écrire au sujet d'un nombre réduit de membres de la famille.

## Prix reçu
- 1985 : American Book Award de la Fondation Before Columbus[4].